# Červenofigurový styl

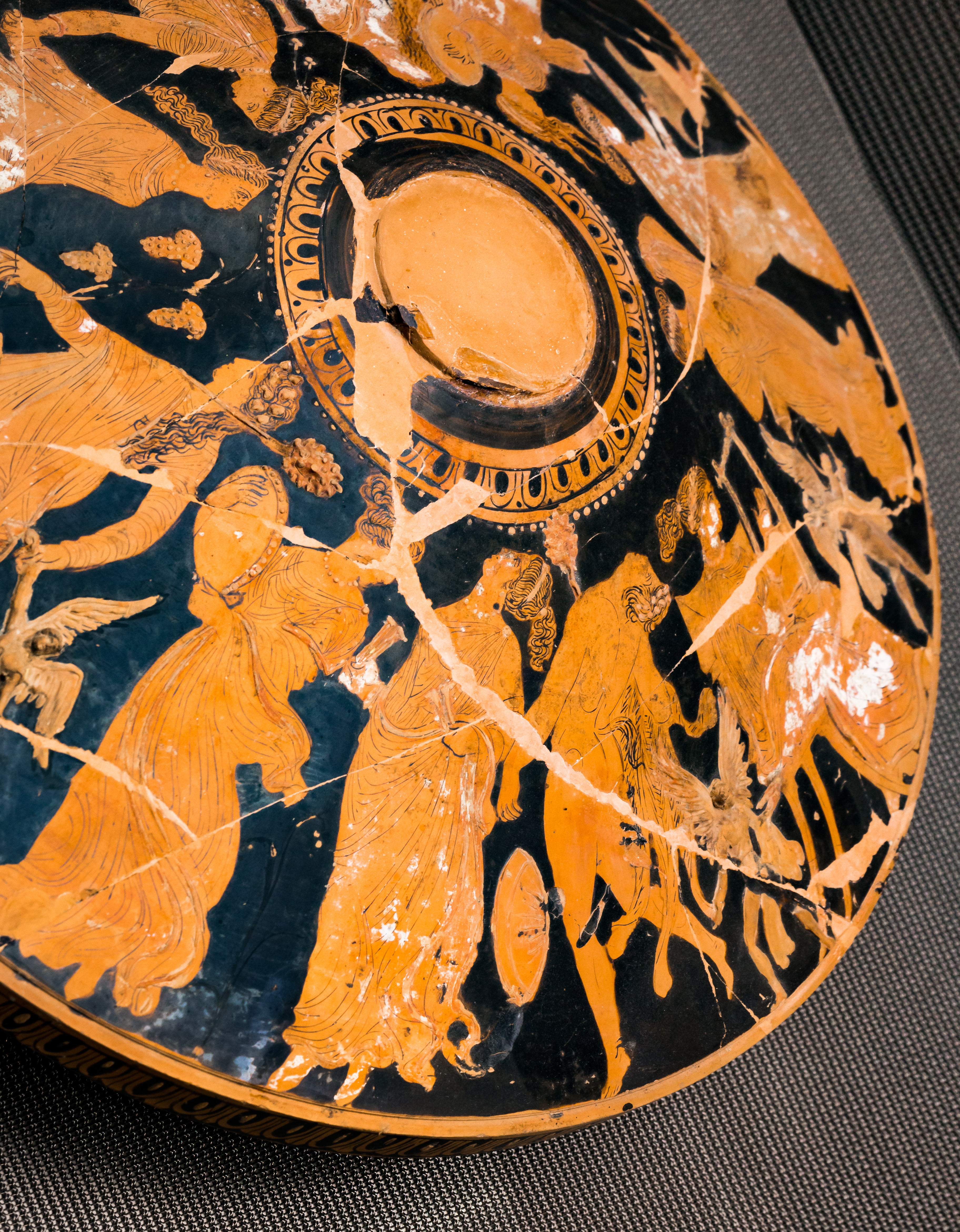
Dionýsos s eróty, satyry a bakchnatkami, attický červenofigurový skyfos, c. 360-350 př. n. l., Muzeum Akropolis, Athény (inv. č. 232).

Červenofigurový styl (také červenofigurová technika nebo červenofigurová keramika) byl významným druhem zdobení keramiky v období starověkého Řecka. Vznikl kolem roku 530 v Athénách nebo Attice a během několika desetiletí nahradil v rámci starověké řecké keramiky starší černofigurový styl vyvinutý dříve v Korintu. Zatímco černofigurový styl používal červenou barvu pro pozadí a černou pro postavy, červenofigurový styl tyto barvy prohodil. Byl oblíbený až do konce 3. století před naším letopočtem. Nejdůležitější místa jeho výroby byly Attika, italské řecké kolonie a Etrurie.
Z archeologických nálezů se dochovalo přes 40 tisíc váz a jejich fragmentů vyrobených v Aténách a přes 20 tisíc váz a jejich fragmentů z jižní Itálie.
V České republice je nejvýznamnějším (a v pořadí sedmým) nálezem červenofigurové keramiky soubor úlomků kylixu z 5. století př. n. l. nalezený v roce 2023 u Milovic u Hořic v rámci archeologického průzkumu předcházejícího stavbě dálnice D35.

### Seznam malířů[2]

#### Průkopnické období (c. 530-500 př.n.l.)

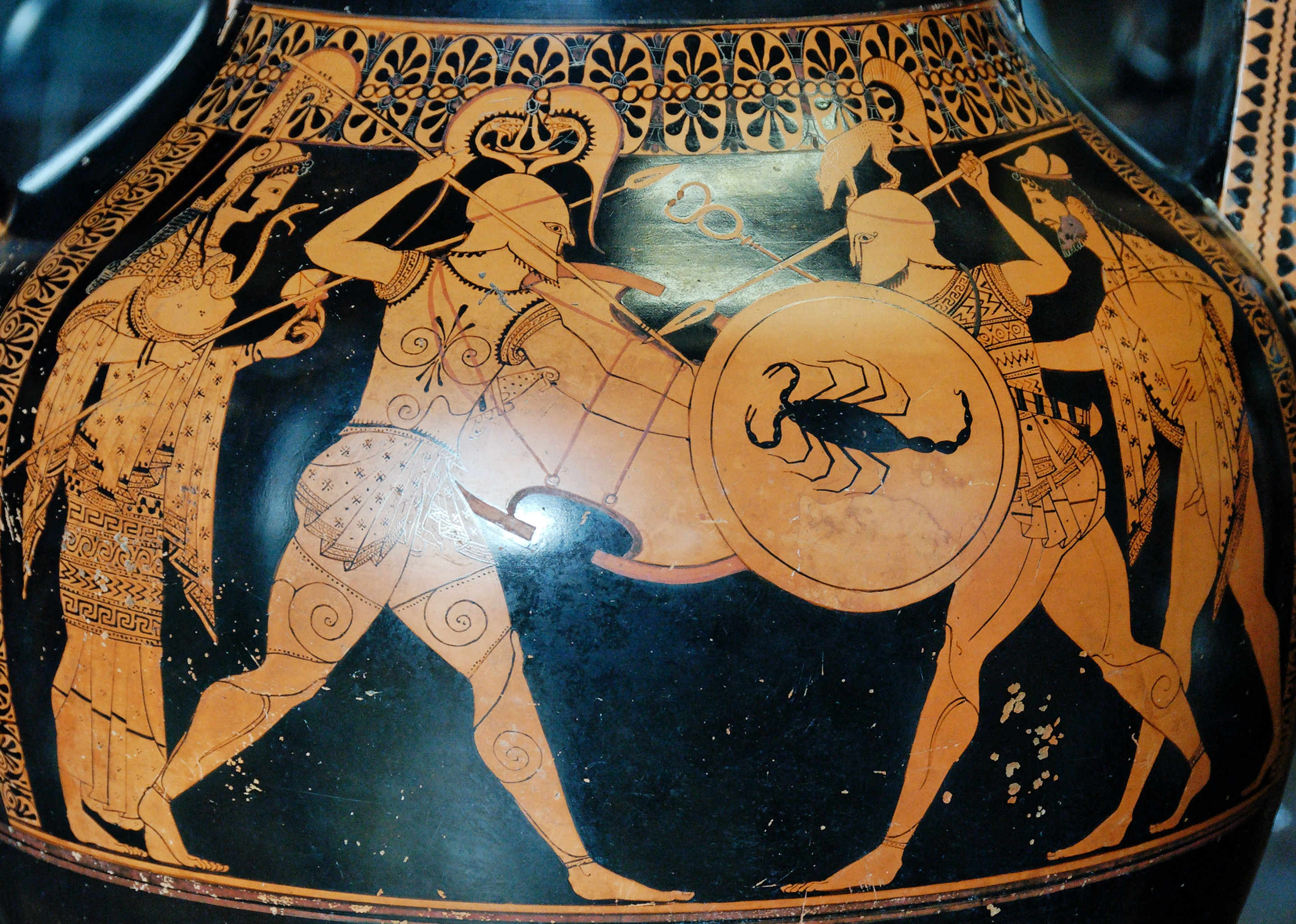
Bojovníci mezi Athénou a Hermem, Andokidův malíř, attická červenofigurová amfora, c. 530 př.n.l., Louvre, Paříž

- Andokidův malíř
- Psiax
- Eufronios
- Epiktétos
- Oltos

#### Pozdně archaické období (c. 500-480 př.nl.)
- Euthymidés
- Smikros
- Fintiás
- Kleofradés
- Onesimos
- Douris

#### Klasické období (c. 480-400 př.n.l)
- Makron
- Brygův malíř
- Niobovský malíř
- Achilleův malíř
- Panthesilein malíř
- Berlínský malíř
- Svatební malíř

#### Pozdní ahelenistickéobdobí (c. 400-200 př.n.l.)
- Dáriův malíř
- Podsvětní malíř
- Baltimorský malíř